# LGV Rio de Janeiro à São Paulo et Campinas
La LGV Rio de Janeiro à São Paulo et Campinas est un projet de ligne à grande vitesse brésilienne. Établi notamment entre les grandes villes de Rio de Janeiro et São Paulo. 
Le projet a été relancé à partir de 2007 à la suite du succès des candidatures brésiliennes pour la Coupe du monde de football de 2014 et les Jeux olympiques de 2016, avant qu'il prenne du retard et qu'il ne réussisse pas à être adjugé lors des différents appels d'offres. Après le passage des évènements sportifs motivants, les problèmes financiers et politiques du pays ont reporté à une date inconnue son adjudication et sa réalisation.

## Histoire
Le projet pour une ligne à grande vitesse (LGV) de Rio de Janeiro à São Paulo et Campinas est annoncé par le gouvernement Lula en avril 2007 lors d'une communication sur un plan d'investissement pour le transport, à réaliser dans le cadre du Programme d'accélération de la croissance (PAC), de cette même année.
C'est le gouvernement, en partenariat avec l'Agence nationale des transports terrestres (ANTT), qui réalise le projet, avec comme objectif prioritaire la résolution d'une partie des problèmes de circulation de transport et de logistique sur un axe géographique principal de la région sud-est, la plus développée du pays. Le tracé de référence du projet représente 511 kilomètres de ligne dont la construction représente 80 % du coût total estimé à plus de 15 milliards d'euros.
Au mois de mai 2010, le magazine Challenges annonce qu'un appel d'offres est « imminent » et que les Sud-Coréens sont favoris du fait que le gouvernement brésilien a annoncé que le projet ira au moins-disant ce qui doit exclure notamment les Français (Alstom) et les Allemands (Siemens) dont les produits ont un coût plus important. En juillet 2010, l'appel d'offres pour la LGV est lancé par le gouvernement brésilien. Le président Lula souhaite une mise en service pour les Jeux olympiques de 2016, mais les observateurs professionnels estiment que sa mise en service n'interviendra qu'au mieux en 2017. Au mois de novembre, l'appel d'offre prévu le 16 décembre est repoussé au 29 avril 2011. Cela serait notamment dû à la présence d'une seule offre venue de la Corée du Sud. Bien que plusieurs entreprises indiquent qu'elles sont dans l'incapacité de finaliser le financement dans le cadre demandé, le gouvernement maintient la forme et l'échéance. L'appel d'offres est déclaré infructueux, c'est-à-dire qu'aucune des entreprises intéressées n'a remis une offre.
En conséquence le gouvernement modifie la forme en prévoyant deux contrats au lieu d'un. Le premier qui concerne la technologie et l'exploitant est prévu pour être mis en adjudication fin 2011. L'entreprise l'ayant remporté aura la responsabilité de la préparation de l'avant-projet, base d'un second appel d'offres à finaliser sans doute courant 2012.
Finalement programmé au mois d'août 2013, l'appel d'offres est repoussé par le gouvernement du fait de la présence d'un seul candidat (Alstom-SNCF) et d'une demande de report d'autres candidats potentiels comme notamment Talgo-Renfe et Siemens. Par ailleurs, ce projet soutenu par la présidente Dilma Rousseff est repoussé par une partie des citoyens, notamment du fait de soupçons de corruption dans les grands marché publics,.
Bien qu'après ce deuxième échec d'appel d'offres il y ait eu une demande des entreprises allemandes et espagnoles pour un nouveau processus avec une date limite, le projet de cette LGV n'a presque pas été évoqué lors de la campagne présidentielle de 2014 et par la  présidente, Dilma Roussef, après sa réélection.